# Lomonosovskaja (metrostation)
Lomonovskaja (Russisch: Ломоносовская) is een station van de metro van Sint-Petersburg. Het station maakt deel uit van de Nevsko-Vasileostrovskaja-lijn en werd geopend op 25 december 1970. Het metrostation bevindt zich in het zuidoosten van Sint-Petersburg, niet ver van de oever van de Neva. Station Lomonosovskaja is genoemd naar de nabijgelegen porseleinfabriek, die in de Sovjettijd de naam van de Russische wetenschapper en schrijver Lomonosov kreeg. In de planningsfase werd het station aangeduid als Ivanovskaja.
Het station ligt 65 meter onder de oppervlakte en is van het bouwtype "horizontale lift". Dit type stations beschikt over een centrale perronhal die door middel van automatische schuifdeuren van de sporen wordt gescheiden. Het toegangsgebouw bevindt zich op de kruising van de Oelitsa Baboesjkina en de Oelitsa Matjoesjenko. Aan het einde van de perronhal is een beeltenis van Michail Lomonosov in bas-reliëf aangebracht.